# Listă de filme despre Anne Frank
Aceasta este o listă de filme biografice despre Anne Frank și de adaptări cinematografice ale jurnalului ei.
| An   | Țară                                                      | Titlu                                                                      | Regizor                       | Observații |
| ---- | --------------------------------------------------------- | -------------------------------------------------------------------------- | ----------------------------- | --- |
| 1941 | Țările de Jos                                             | Fără titlu                                                                 | Necunoscut                    | Film de amatori; singurele secvențe cunoscute în care apare Anne Frank, înregistrate de un vecin atuci când filma o nuntă.  |
| 1958 | Germania de Est                                           | Das Tagebuch der Anne Frank                                                | Emil Stöhr                    | Film de televiziune |
| 1959 | Statele Unite ale Americii                                | The Diary of Anne Frank                                                    | George Stevens                | Film |
| 1959 | Iugoslavia                                                | Dnevnik Ane Frank                                                          | Mirjana Samardzic             | Film de televiziune |
| 1962 | Țările de Jos                                             | Dagboek van Anne Frank                                                     | Necunoscut                    | Film de televiziune |
| 1967 | Statele Unite ale Americii                                | The Diary of Anne Frank                                                    | Alex Segal⁠(d)                 | Film de televiziune |
| 1979 | Japonia                                                   | Anne no nikki: Anne Frank monogatari                                       | Eiji Okabe                    | Film TV de animație realizat de studioul Nippon Animation                                                                   |
| 1980 | Statele Unite ale Americii                                | The Diary of Anne Frank                                                    | Boris Sagal                   | Film de televiziune |
| 1985 | Țările de Jos                                             | Het dagboek van Anne Frank                                                 | Jeroen Krabbé⁠(d), Hank Onrust | Film de televiziune |
| 1987 | Regatul Unit                                              | The Diary of Anne Frank                                                    | Gareth Davies⁠(d)              | Film de televiziune |
| 1988 | Statele Unite ale Americii                                | The Attic: The Hiding of Anne Frank⁠(d)                                     | John Erman⁠(d)                 | Film de televiziune |
| 1988 | Țările de Jos                                             | Laatste Zeven Maanden van Anne Frank (The Last Seven Months of Anne Frank) | Willy Lindwer                 | Documentar TV |
| 1995 | Statele Unite ale Americii · Regatul Unit · Țările de Jos | Anne Frank Remembered⁠(d)                                                   | Jon Blair⁠(d)                  | Documentar de cinema și de televiziune                                                                                      |
| 1995 | Japonia                                                   | Anne no nikki                                                              | Akinori Nagaoka               | Adaptare anime a Jurnalului Annei Frank                                                                                     |
| 1999 | Franța                                                    | Le Journal d'Anne Frank                                                    | Julian Y. Wolff               | Film; versiune animată a Jurnalului Annei Frank. Editat din Anne no nikki.                                                  |
| 2001 | Statele Unite ale Americii · Cehia                        | Anne Frank: The Whole Story                                                | Robert Dornhelm               | Film de televiziune; unele reprezentări din această versiune sunt controversate. Not endorsed by the Anne Frank Foundation. |
| 2001 | Țările de Jos                                             | Het Korte Leven van Anne Frank                                             | Gerrit Netten                 | Documentar TV |
| 2007 | Statele Unite ale Americii                                | Freedom Writers                                                            | Richard LaGravenese⁠(d)        | Film; Jurnalul Annei Frank este un element esențial al scenariului filmului                                                 |
| 2008 | Israel                                                    | Classmates of Anne Frank                                                   | Eyal Boers⁠(d)                 | Documentar de cinema și de televiziune                                                                                      |
| 2009 | Regatul Unit                                              | The Diary of Anne Frank                                                    | Jon Jones                     | Film de televiziune |
| 2009 | Italia                                                    | Mi Ricordo Anna Frank⁠(d)                                                   | Alberto Negrin⁠(d)             | Film de televiziune |
| 2015 | Germania                                                  | Meine Tochter Anne Frank                                                   | Raymond Ley                   | Documentar TV |
| 2016 | Germania                                                  | Das Tagebuch der Anne Frank⁠(d)                                             | Hans Steinbichler⁠(d)          | Film de cinema |
| 2016 | Statele Unite ale Americii                                | No Asylum: The Untold Chapter in Anne Frank's Story                        | Paula Fouce                   | Documentar |
| 2017 | Statele Unite ale Americii                                | Love All You Have Left⁠(d)                                                  | Matt Sivertson                | Film |
| 2021 | Belgia · Franța · Luxemburg · Țările de Jos · Israel      | Where Is Anne Frank                                                        | Ari Folman                    | Film de animație |
| 2021 | Țările de Jos                                             | My Best Friend Anne Frank⁠(d)                                               | Ben Sombogaart⁠(d)             | Film |